# Koninklijk Instituut voor de Tropen

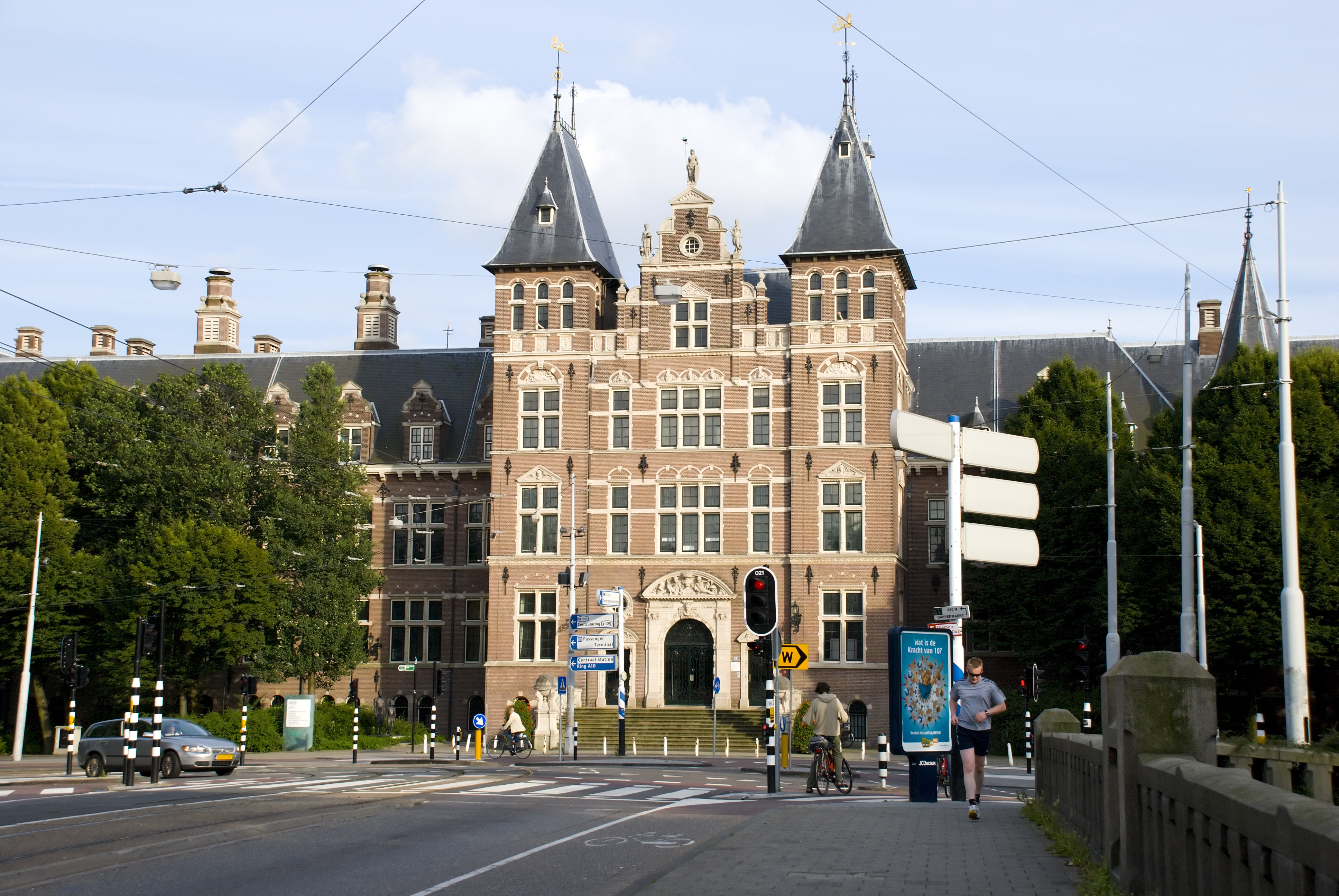
Sitz des Königlichen Tropeninstituts in Amsterdam

Das Koninklijk Instituut voor de Tropen (Abkürzung: KIT) (deutsch Königliches Tropeninstitut), kurz Tropeninstituut, ist ein unabhängiges Institut in Amsterdam, Niederlande. Bis zur Unabhängigkeit der Kolonie Niederländisch-Indien 1950 hieß es Koloniaal Instituut te Amsterdam. 
Das Institut ist international tätig durch Entwicklungsprojekte, wissenschaftliche Forschung und Ausbildung. Das vom Tropeninstitut betriebene Tropenmuseum in Amsterdam ist eines der bedeutendsten Völkerkundemuseen. 
Daneben betrieb das Institut eine Bibliothek und einen Verlag. Diese und das bislang ebenfalls zum Institut gehörende Tropentheater mussten wegen Subventionskürzungen zum 1. Januar 2013 schließen.
Nach Schließung der Bibliothek wurde die mehr als 900.000 Bücher, Karten und Dokumente umfassende Sammlung in andere Bibliotheken transportiert.